# Cyclosa kumadai
Cyclosa kumadai är en spindelart som beskrevs av Akio Tanikawa 1992. Cyclosa kumadai ingår i släktet Cyclosa och familjen hjulspindlar. Inga underarter finns listade i Catalogue of Life.